# Exorista tenax
Exorista tenax là một loài ruồi trong họ Tachinidae.